# Campionati europei under 20 di atletica leggera 2021
I XXVI Campionati europei under 20 di atletica leggera (in inglese: 2021 European Athletics U20 Championships) si sono disputati a Tallinn, in Estonia, dal 15 al 18 luglio 2021, per la seconda volta dopo la XXI edizione, dieci anni prima.
L'impianto che ha ospitato le gare è il Kadriorg Stadium. Dall'8 al'11 luglio, Tallinn ha ospitato anche i campionati europei under 23.

## Nazioni partecipanti
Erano iscritti 1 230 atleti (624 uomini e 606 donne) da 46 paesi. Tra parentesi, il numero di atleti partecipanti per nazione.
- Andorra (2)
- Armenia (3)
- Atleti Neutrali Autorizzati (24)
- Austria (19)
- Belgio (23)
- Bielorussia (31)
- Bulgaria (7)
- Croazia (13)
- Cipro (8)
- Danimarca (13)
- Estonia (39)
- Finlandia (45)
- Francia (59)
- Georgia (1)
- Germania (95)
- Gibilterra (1)

- Gran Bretagna (67)
- Grecia (39)
- Irlanda (33)
- Islanda (3)
- Israele (17)
- Italia (87)
- Kosovo (1)
- Lettonia (23)
- Liechtenstein (1)
- Lituania (12)
- Lussemburgo (1)
- Malta (3)
- Moldavia (2)
- Norvegia (41)
- Paesi Bassi (25)
- Polonia (62)

- Portogallo (18)
- Monaco (1)
- Rep. Ceca (53)
- Romania (17)
- San Marino (1)
- Serbia (12)
- Slovacchia (20)
- Slovenia (20)
- Spagna (70)
- Svezia (50)
- Svizzera (41)
- Turchia (46)
- Ucraina (40)
- Ungheria (41)

## Risultati

### Uomini
| Specialità | Oro | Prestazione | Argento                                                                               | Prestazione | Bronzo                                                                              | Prestazione |
| Corse piane | |             |                                                                                       |             |                                                                                     |             |
| 100 m | Toby Makoyawo                                                                                           | 10"25       | Jeff Erius                                                                            | 10"27       | Matteo Melluzzo                                                                     | 10"31       |
| 200 m | Derek Kinlock                                                                                           | 20"72       | Eduard Kubelík                                                                        | 20"82       | Federico Guglielmi                                                                  | 20"98       |
| 400 m | Edward Fauls                                                                                            | 45"72       | Lorenzo Benati                                                                        | 46"27       | Håvard Ingvaldsen Bentdal                                                           | 46"70       |
| 800 m | Krzysztof Różnicki                                                                                      | 1'47"44     | Kacper Lewalski                                                                       | 1'48"50     | Yanis Meziane                                                                       | 1'48"56     |
| 1 500 m | Cian McPhillips                                                                                         | 3'46"55     | Rick van Riel                                                                         | 3'46"69     | Henry McLuckie                                                                      | 3'47"15     |
| 3 000 m | Nicholas Griggs                                                                                         | 8'17"18     | Yassin Mohumed                                                                        | 8'18"36     | Alex Melloy                                                                         | 8'18"49     |
| 5 000 m | Joel Ibler Lillesø                                                                                      | 14'32"93    | David Cantero                                                                         | 14'33"55    | Bastian Mrochen                                                                     | 14'34"04    |
| Corse a ostacoli | |             |                                                                                       |             |                                                                                     |             |
| 110 m hs (99 cm) | Sasha Zhoya                                                                                             | 13"05       | Matthew Sophia                                                                        | 13"26       | Lorenzo Simonelli                                                                   | 13"34       |
| 400 m hs | Berke Akçam                                                                                             | 50"70       | Oskar Edlund                                                                          | 51"15       | Dominik Škorjanc                                                                    | 51"78       |
| 3 000 m siepi | Pol Oriach                                                                                              | 8'41"36     | Axel Vang Christensen                                                                 | 8'42"75     | Cesare Caiani                                                                       | 8'50"16     |
| Salti | |             |                                                                                       |             |                                                                                     |             |
| Salto in alto | Yonathan Kapitolnik                                                                                     | 2,25 m      | Mateusz Kołodziejski                                                                  | 2,23 m =    | Sam Brereton                                                                        | 2,17 m =    |
| Salto con l'asta | Anthony Ammirati                                                                                        | 5,64 m      | Matvei Volkov                                                                         | 5,44 m      | Oleksandr Onufriyev                                                                 | 5,44 m      |
| Salto in lungo | Oliver Koletzko                                                                                         | 7,98 m      | Bryan Mucret                                                                          | 7,93 m      | Erwan Konaté                                                                        | 7,91 m      |
| Salto triplo | Gabriel Wallmark                                                                                        | 16,39 m     | Dimitar Tashev                                                                        | 16,18 m     | Viktor Morozov                                                                      | 16,14 m     |
| Lanci | |             |                                                                                       |             |                                                                                     |             |
| Getto del peso (6 kg) | Muhamet Ramadani                                                                                        | 19,92 m     | Ilya Misouski                                                                         | 19,49 m     | Claudio Stoessel                                                                    | 19,43 m     |
| Lancio del disco (1,75 kg) | Mykolas Alekna                                                                                          | 68,00 m     | Magnus Zimmermann                                                                     | 61,55 m     | Uladzislau Puchko                                                                   | 61,06 m     |
| Lancio del martello (6 kg) | Dawid Piłat                                                                                             | 79,59 m     | Merlin Hummel                                                                         | 79,32 m     | Jean-Baptiste Bruxelle                                                              | 77,90 m     |
| Lancio del giavellotto | Artur Felfner                                                                                           | 78,41 m     | Onni Ruokangas                                                                        | 73,06 m     | Lenny Brisseault                                                                    | 72,62 m     |
| Staffette | |             |                                                                                       |             |                                                                                     |             |
| Staffetta 4×100 m | Gran Bretagna Joseph Harding Jeriel Quainoo Toby Makoyawo Ethan Wiltshire                               | 39"74       | Paesi Bassi Matthew Sophia Nsikak Ekpo Keitharo Oosterwolde Xavi Mo-Ajok              | 40"07       | Italia Angelo Ulisse Filippo Cappelletti Federico Guglielmi Matteo Melluzzo         | 40"18       |
| Staffetta 4×400 m | Gran Bretagna Brodie Young Samuel Reardon Charlie Carvell Edward Faulds Reuben Henry-Daire Daniel Joyce | 3'05"25     | Italia Stefano Grendene Tommaso Boninti Francesco Pernici Lorenzo Benati Neil Antonel | 3'07"13     | Germania Jan-Lukas Schröder Max Tank Malik Skupin-Alfa Okai Charles Friedrich Rumpf | 3'08"09     |
| Prove su strada | |             |                                                                                       |             |                                                                                     |             |
| Marcia 10 000 m | Paul McGrath                                                                                            | 42'32"19    | Mert Kahraman                                                                         | 42'37"83    | Dmitriy Gramachkov                                                                  | 42'39"25    |
| Prove multiple | |             |                                                                                       |             |                                                                                     |             |
| Decathlon | Jente Hauttekeete                                                                                       | 8.150 p     | Sander Skotheim                                                                       | 8.012 p.    | Téo Bastien                                                                         | 7.722 p.    |
| miglior prestazione mondiale under 20; miglior prestazione mondiale stagionale under 20; record europeo; miglior prestazione europea stagionale; record europeo under 20; record europeo stagionale under 20; record dei campionati; record nazionale; record nazionale under 20; record nazionale under 18; record personale; record personale stagionale. | |             |                                                                                       |             |                                                                                     |             |

### Donne
| Specialità | Oro                                                                 | Prestazione | Argento                                                               | Prestazione | Bronzo                                                                    | Prestazione |
| Corse piane |                                                                     |             |                                                                       |             |                                                                           |             |
| 100 m | Rhasidat Adeleke                                                    | 11"34       | Ivana Ilić                                                            | 11"42       | Joy Eze                                                                   | 11"44       |
| 200 m | Rhasidat Adeleke                                                    | 22"90       | Minke Bisschops                                                       | 23"55       | Success Eduan                                                             | 23"62       |
| 400 m | Kornelia Lesiewicz                                                  | 52"46       | Mary John                                                             | 53"06       | Veronika Arkhipova                                                        | 53"41       |
| 800 m | Audrey Werro                                                        | 2'03"12     | Svitlana Zhulzhyk                                                     | 2'04"02     | Valentina Rosamilia                                                       | 2'04"08     |
| 1 500 m | Ingeborg Østgård                                                    | 4'19"75     | Marina Martinez                                                       | 4'20"35     | Mireya Arnedillo                                                          | 4'21"29     |
| 3 000 m | Ilona Mononen                                                       | 9'15"66     | Sofia Thøgersen                                                       | 9'16"43     | Ina Halle Haugen                                                          | 9'16"47     |
| 5 000 m | Carla Domínguez                                                     | 16'16"57    | Agate Caune                                                           | 16'17"56    | Emma Heckel                                                               | 16'20"54    |
| Corse a ostacoli |                                                                     |             |                                                                       |             |                                                                           |             |
| 100 m hs | Ditaji Kambundji                                                    | 13"03       | Weronika Barcz                                                        | 13"42       | Marika Majewska                                                           | 13"46       |
| 400 m hs | Andrea Rooth                                                        | 57"16       | Moa Granat                                                            | 57"94       | Sevval Özdogan                                                            | 58"30       |
| 3 000 m siepi | Olivia Gürth                                                        | 9'59"15     | Gréta Varga                                                           | 9'59"17     | Martha K.D. Rasmussen                                                     | 10'07"84    |
| Salti |                                                                     |             |                                                                       |             |                                                                           |             |
| Salto in alto | Britt Weerman                                                       | 1,88 m      | Natalya Spiridonova                                                   | 1,86 m      | Elisabeth Pihela                                                          | 1,86 m =    |
| Salto con l'asta | Sarah Franziska Vogel                                               | 4,30 m =    | Emma Brentel                                                          | 4,20 m      | Lisa Gruber                                                               | 4,15 m      |
| Salto in lungo | Maja Åskag                                                          | 6,80 m      | Tessy Ebosele                                                         | 6,63 m      | Mikaelle Assani                                                           | 6,62 m      |
| Salto triplo | Maja Åskag                                                          | 14,05 m     | Valeriya Volovlikova                                                  | 13,65 m     | Darja Sopova                                                              | 13,62 m     |
| Lanci |                                                                     |             |                                                                       |             |                                                                           |             |
| Getto del peso | Pınar Akyol                                                         | 16,80 m     | Alida van Daalen                                                      | 16,56 m     | Nina Chioma Ndubuisi                                                      | 15,71 m     |
| Lancio del disco | Violeta Ignatyeva                                                   | 58,65 m     | Alida van Daalen                                                      | 55,63 m     | Alina Nikitsenka                                                          | 55,04 m     |
| Lancio del martello | Silja Kosonen                                                       | 71,06 m     | Rose Loga                                                             | 67,70 m     | Maryola Bukel                                                             | 63,25 m     |
| Lancio del giavellotto | Elina Tzengko                                                       | 61,18 m     | Adriana Vilagoš                                                       | 60,44 m     | Anni-Linnea Alanen                                                        | 54,80 m     |
| Staffette |                                                                     |             |                                                                       |             |                                                                           |             |
| Staffetta 4×100 m | Gran Bretagna Alyson Bell Eve Wright Joy Eze Success Eduan          | 44"62       | Germania Cheyenne Kuhn Sina Kammerschmitt Antonia Dellert Holly Okuku | 44"68       | Polonia Dorota Puzio Monika Romaszko Marta Zimna Magdalena Niemczyk       | 44"79       |
| Staffetta 4×400 m | Germania Lena Leege Lara-Noelle Steinbrecher Anna Hense Maja Schorr | 3'35"38     | Spagna Carmen Avilés Berta Segura Sofia Cosculluela Lucia Pinacchio   | 3'36"10     | Italia Alessandra Iezzi Federica Pansini Angelica Ghergo Alexandra Almici | 3'36"31     |
| Prove su strada |                                                                     |             |                                                                       |             |                                                                           |             |
| Marcia 10 000 m | Yuliya Khalilova                                                    | 46'14"21    | Eliška Martínková                                                     | 46'23"74    | Maële Biré-Heslouis                                                       | 46'32"94    |
| Prove multiple |                                                                     |             |                                                                       |             |                                                                           |             |
| Eptathlon | Saga Vanninen                                                       | 6271 p.     | Sofie Dokter                                                          | 5878 p.     | Marie Dehning                                                             | 5778 p.     |
| miglior prestazione mondiale under 20; miglior prestazione mondiale stagionale under 20; record europeo; miglior prestazione europea stagionale; record europeo under 20; record europeo stagionale under 20; record dei campionati; record nazionale; record nazionale under 20; record nazionale under 18; record personale; record personale stagionale. |                                                                     |             |                                                                       |             |                                                                           |             |

## Medagliere
Legenda
     Paese ospitante
| Posizione | Paese         | Oro | Argento | Bronzo | Totale |
| --------- | ------------- | --- | ------- | ------ | ------ |
| 1         | Gran Bretagna | 6   | 1       | 5      | 12     |
| 2         | Germania      | 4   | 4       | 7      | 15     |
| 3         | Irlanda       | 4   | 0       | 0      | 4      |
| 4         | Spagna        | 3   | 4       | 1      | 8      |
| 5         | Polonia       | 3   | 3       | 2      | 8      |
| 6         | Svezia        | 3   | 2       | 0      | 5      |
| 7         | Finlandia     | 3   | 1       | 1      | 5      |
| 8         | Francia       | 2   | 4       | 6      | 12     |
| 9         | Norvegia      | 2   | 1       | 2      | 5      |
| 10        | Turchia       | 2   | 1       | 1      | 4      |
| 11        | Svizzera      | 2   | 0       | 1      | 3      |
| 12        | Paesi Bassi   | 1   | 7       | 0      | 8      |
| 13        | Danimarca     | 1   | 2       | 1      | 4      |
| 14        | Ucraina       | 1   | 1       | 1      | 3      |
| 15        | Belgio        | 1   | 0       | 0      | 1      |
| 15        | Grecia        | 1   | 0       | 0      | 1      |
| 15        | Israele       | 1   | 0       | 0      | 1      |
| 15        | Kosovo        | 1   | 0       | 0      | 1      |
| 15        | Lituania      | 1   | 0       | 0      | 1      |
| 20        | Italia        | 0   | 2       | 6      | 8      |
| 21        | Bielorussia   | 0   | 2       | 3      | 5      |
| 22        | Rep. Ceca     | 0   | 2       | 0      | 2      |
| 22        | Serbia        | 0   | 2       | 0      | 2      |
| 24        | Lettonia      | 0   | 1       | 1      | 2      |
| 25        | Bulgaria      | 0   | 1       | 0      | 1      |
| 25        | Ungheria      | 0   | 1       | 0      | 1      |
| 27        | Estonia       | 0   | 0       | 2      | 2      |
| 28        | Austria       | 0   | 0       | 1      | 1      |
| 28        | Croazia       | 0   | 0       | 1      | 1      |
| Totale    | Totale        | 44  | 44      | 44     | 132    |

## Atleti plurivincitori
Uomini
- Toby Makoyawo ( 100 m piani,  staffetta 4×100 m)
- Edward Faulds ( 400 m piani,  staffetta 4×400 m)

Donne
- Rhasidat Adeleke ( 100 m piani,  200 m piani)
- Maja Åskag ( salto in lungo,  salto triplo)